# Chlorite (Stoffgruppe)
Als Chlorite bezeichnet man Salze der Chlorigen Säure HClO2. Im Chlorit-Anion [ClO2]− weist Chlor die Oxidationszahl +3 auf. In dieser Oxidationsstufe ist Chlor bzw. Chlorit ein starkes Oxidationsmittel, das sich leicht zersetzt.
Chlorite werden in der Technik durch das Einleiten von Chlordioxid (ClO2) in Natriumhydroxid-Wasserstoffperoxid-Lösungen hergestellt.
Das wichtigste davon ist das Natriumchlorit, ein weißes kristallines Salz. Es ist in reiner Form beständig und in Lösung gefahrlos handhabbar. In Mischung mit brennbaren Stoffen ist es jedoch explosionsfähig. Die in Wasser schwer löslichen, hellgelb gefärbten Chlorite des Silbers und Bleis sind per se explosionsfähig und dürfen nur unter entsprechenden Schutzmaßnahmen in reiner Form isoliert werden.
Chlorite werden als Bleichmittel für Textilien verwendet. Das ClO2, das beim Ansäuern frei wird, bleicht faserschonend.